# نیروهای مسلح پاکستان
نیروهای مسلح پاکستان (انگلیسی: Pakistan Armed Forces) مجموعه‌ای از نیروهای نظامی فعال و ذخیره در پاکستان است، که از نیروی زمینی پاکستان، نیروی دریایی پاکستان و نیروی هوایی پاکستان تشکیل می‌شود و توسط چندین نیروی شبه‌نظامی مانند گارد ملی و نیروهای مسلح غیرنظامی پشتیبانی می‌گردد. نیروهای مسلح پاکستان ششمین نیروی نظامی جهان از نظر تعداد پرسنل نظامی محسوب می‌شود.
یکی از اجزای حیاتی ساختار نیروهای مسلح پاکستان، نیروی بخش طرح‌های استراتژیک است که مسئول نگهداری و حفاظت از ذخایر و دارایی‌های سلاح‌های هسته‌ای تاکتیکی و استراتژیک پاکستان است. رئیس‌جمهور پاکستان فرمانده کل قوا است و سلسله مراتب فرماندهی تحت نظر رئیس کمیته ستاد مشترک در کنار روسای ستادهای مربوطه شامل رئیس ستاد ارتش پاکستان، رئیس ستاد نیروی دریایی و رئیس ستاد نیروی هوایی، سازماندهی شده است. همه شاخه‌ها در طول عملیات و مأموریت‌های مشترک تحت ستاد مشترک به‌طور سیستماتیک هماهنگ می‌شوند.
از زمان توافق چین و پاکستان در سال ۱۹۶۳، نیروهای مسلح پاکستان روابط نزدیکی با چین داشته و به‌طور مشترک برای توسعه جی‌اف-۱۷، کی-۸ و سایر سیستم‌های تسلیحاتی همکاری داشته است. از سال ۲۰۲۱ چین بزرگ‌ترین تأمین‌کننده خارجی تجهیزات نظامی پاکستان در بخش تسلیحات اصلی است. همکاری نظامی بین ارتش آزادی‌بخش خلق چین و پاکستان سرعت رزمایش‌های مشترک نظامی را افزایش داده و زنجیره‌های تأمین تسلیحات و سیستم‌های ارتباطی شبکه‌ای که به‌طور فزاینده‌ای با هم سازگار هستند، ادغام قابلیت‌های دفاعی بین دو طرف را تسریع کرده است. هر دو کشور همچنین در توسعه برنامه‌های فناوری هسته‌ای و فضایی خود همکاری می‌کنند. در کنار این، نیروهای مسلح پاکستان همچنین روابط تاریخی خود را با ایالات متحده آمریکا حفظ کرده است، که به پاکستان در سال ۲۰۰۴ جایگاه متحد اصلی غیر عضو ناتو را اعطا کرد. به این ترتیب، پاکستان بخش عمده‌ای از تجهیزات نظامی خود را از چین، ایالات متحده و تأمین‌کنندگان داخلی خود تهیه می‌کند.
نیروهای مسلح پاکستان در سال ۱۹۴۷، زمانی که پاکستان از امپراتوری بریتانیا استقلال یافت، تشکیل شد. از آن زمان، بریتانیا نقش تعیین‌کننده‌ای در تاریخ مدرن پاکستان به‌ویژه در جنگ‌ها و درگیری‌های هند و پاکستان، جنگ نخست هند و پاکستان و جنگ سوم هند و پاکستان ایفا کرده‌اند. نیروهای مسلح پاکستان در چندین مورد کنترل دولت را به دست گرفته‌اند و در نتیجه چیزی را تشکیل داده‌اند که تحلیلگران از آن به‌عنوان یک دولت پنهان یاد می‌کنند. 
نیاز به مدیریت مرزها منجر به ایجاد گارد ملی و نیروهای مسلح غیرنظامی برای مقابله با ناآرامی‌های مدنی در شمال غربی و همچنین امنیت مناطق مرزی در پنجاب و سند توسط نیروهای شبه‌نظامی شد. در سال ۲۰۲۴ نیروهای مسلح پاکستان تقریباً ۶۶۰ هزار پرسنل فعال داشت، به استثنای بیش از ۲۵ هزار پرسنل در نیروهای بخش طرح‌های استراتژیک و ۲۹۱ هزار پرسنل فعال در نیروهای شبه‌نظامی مختلف. نیروهای مسلح پاکستان به‌طور سنتی دارای تعداد زیادی داوطلب بوده است و بنابراین در این کشور، خدمت سربازی هرگز به اجرا در نیامده است، اگرچه هم قانون اساسی پاکستان و هم قوانین تکمیلی اجازه خدمت سربازی در حالت جنگی را می‌دهند. 
نیروهای مسلح پاکستان با احتساب ۱۸٫۳ درصد از هزینه‌های دولت ملی در سال ۲۰۲۱، پس از پرداخت سود، بخش بزرگی از بودجه سالانه این کشور را به خود اختصاص می‌دهد. نیروهای مسلح عموماً در جامعه پاکستان از محبوبیت بالایی برخوردارند. تا آوریل ۲۰۲۱، پاکستان ششمین کشور بزرگ در کمک به تلاش‌های صلح‌بانی سازمان ملل متحد بود و ۴۵۱۶ پرسنل در خارج از کشور مستقر کرده بود. سایر استقرارهای خارجی شامل پرسنل نظامی پاکستانی بود که به عنوان مشاور نظامی در کشورهای مختلف آفریقایی و عربی خدمت می‌کردند. ارتش پاکستان در طول جنگ‌های اعراب و اسرائیل، لشکرهای رزمی و حضور تیپ‌های پیاده را در برخی از کشورهای عربی حفظ کرده، به نیروهای ائتلاف به رهبری آمریکا در جنگ اول خلیج فارس علیه عراق کمک کرده و به‌طور فعال در جنگ داخلی سومالی و جنگ بوسنی شرکت داشته است.